# Josefa Peña Azcárate
Josefa Peña Azcárate, conocida como Pepita Peña, (14 de mayo de 1847-6 de enero de 1900) fue una ciudadana mexicana radicada en Francia y España, pasó a la historia por haber contraído matrimonio con el Mariscal de Francia François Achille Bazaine, durante el Imperio de Maximiliano. A partir de su matrimonio, recibió el trato de “mariscala” y fue dama de honor de la emperatriz. Por la importancia de su marido, representante de los intereses de Francia y de Napoleón III, era la segunda dama del Imperio y sustituía a Carlota en los acontecimientos oficiales, cuando ella estaba ausente.

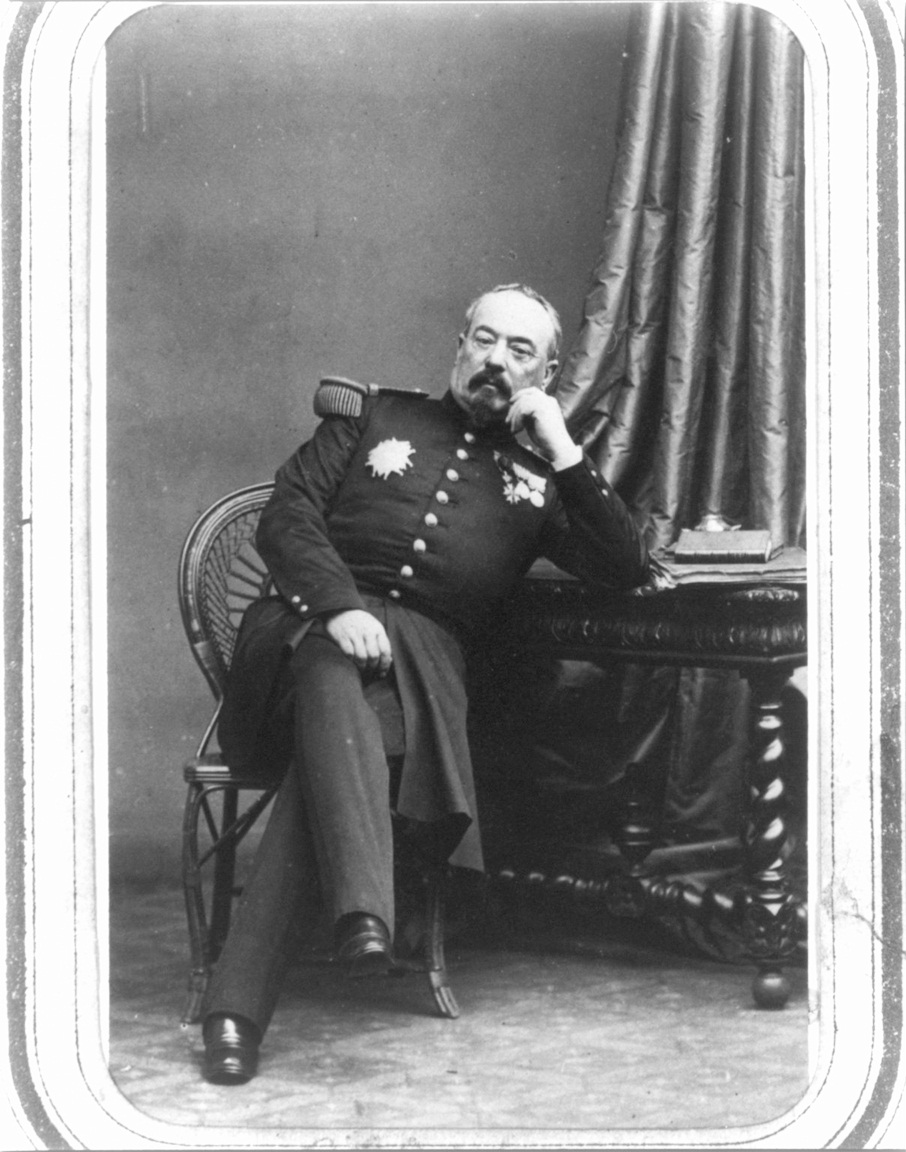
Mariscal François Achille Bazaine esposo de Pepita Peña

A la caída del Imperio, se trasladó con su familia a Europa, donde enfrentó situaciones inusuales. Falleció en 1900 en Tlalpan, entonces un pueblo alejado de la Ciudad de México.

## Biografía

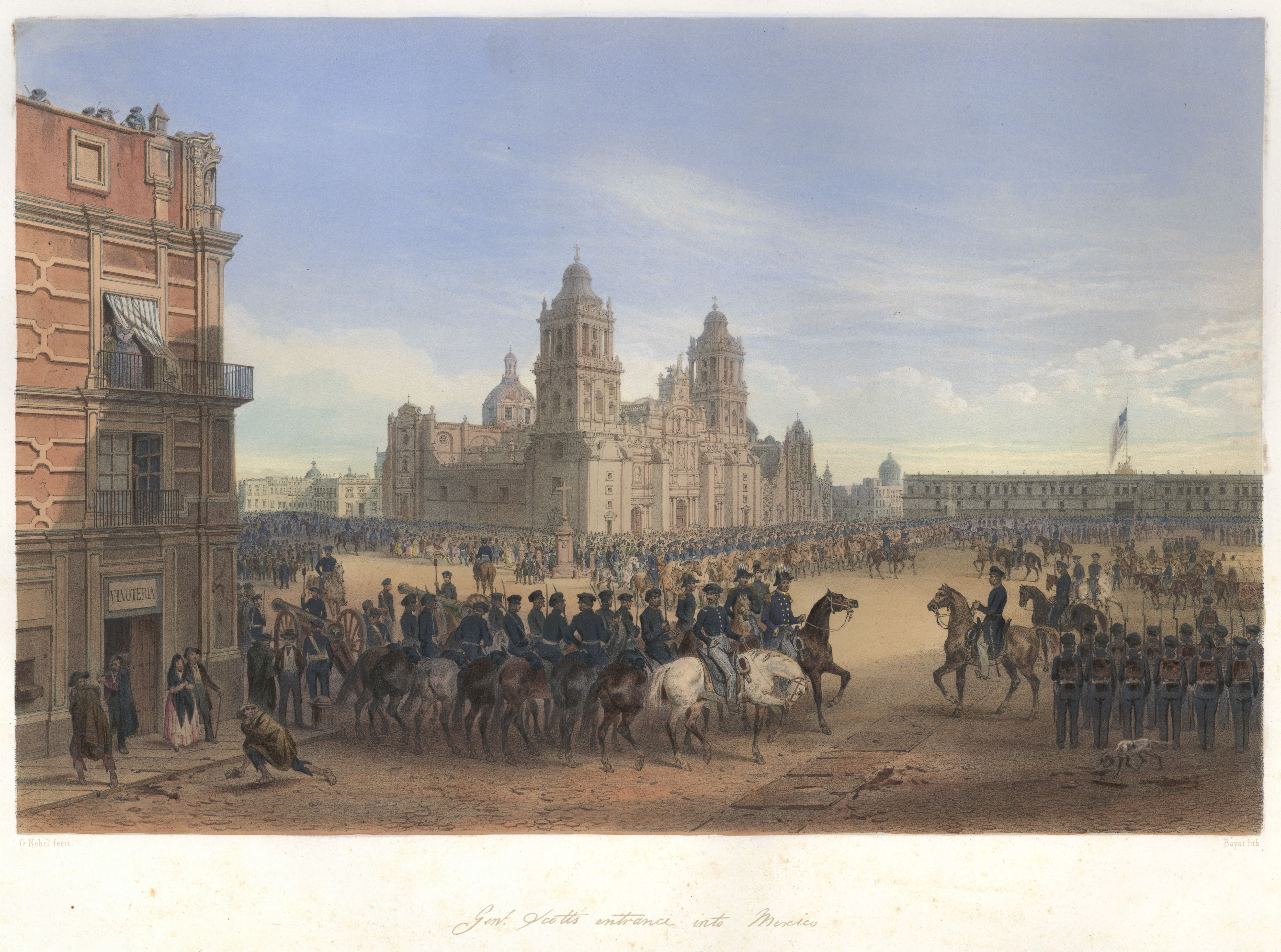
Pepita Peña nació en 1847, año en el que México perdió la guerra con Estados Unidos

Josefa Peña Azcárate nació el 14 de mayo de 1847 en la Ciudad de México. Su nombre completo era María Josefa de las Angustias Bonifacia Brígida Federica Pascuala Feliciana de la Santísima Trinidad Peña Azcárate. A los cuatro días fue bautizada en el Sagrario, iglesia ubicada junto a la aún inconclusa Catedral metropolitana de la Ciudad de México. Fue hija de Francisco Ramón Blas Peña Barragán y su esposa, María Josefa Azcárate Vera de Villavicencio de Peña. 
Pepita era huérfana de padre, pero su familia era adinerada y de abolengo. Él heredó a su esposa e hija la hacienda el Hospital y la finca Palo Grande, en Morelos. Su abuelo materno era Juan Francisco Azcárate y Lezama, criollo prominente en tiempos de la independencia. Su tía Juliana, hermana de su madre, era la esposa del expresidente Manuel Gómez Pedraza, quien fue un criollo queretano, realista y miembro del Ejército Trigarante. Dado que ambas señoras eran viudas, vivían juntas, en una casa de Juliana.
Josefa Peña y su esposo, François Achille Bazaine (1811-1888), fueron padres de Maximiliano Charles Achille (1866-1869), Francisco (1867-ca.1888) Eugenia (c.a.1869-1935) y Alphonse (1870-1949), todos de apellido Bazaine Peña

## Boda y regalo de Maximiliano

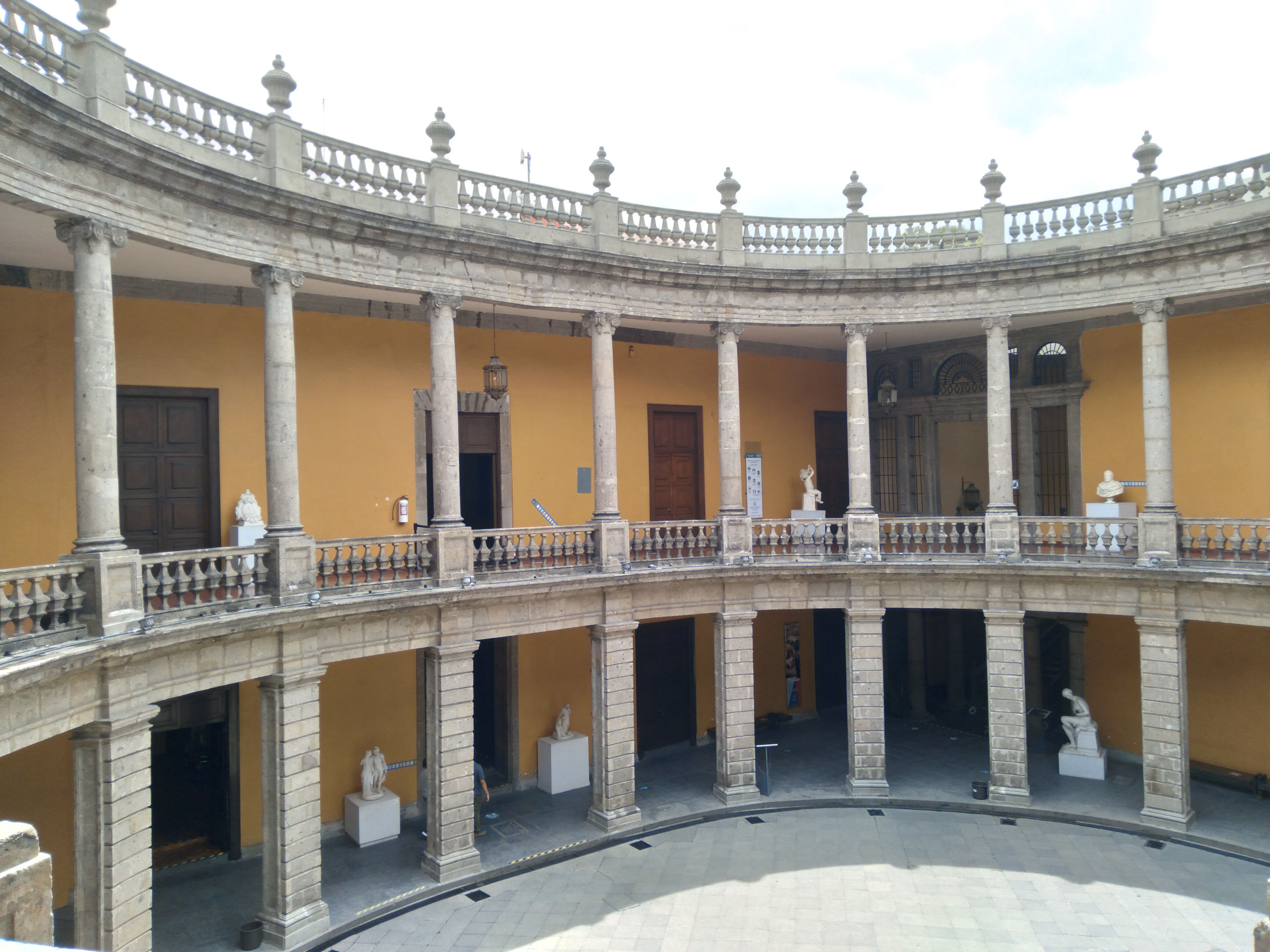
Patio oval del Palacio del Conde de Buenavista hoy Museo Nacional de San Carlos, regalo de Maximiliano a Pepita Peña

En junio de 1863, durante la Segunda intervención francesa en México, las tropas, al mando del mariscal Frédéric Forey tomaron la Ciudad de México. Mientras llegaba Maximiliano, Forey y el Partido Conservador formaron un triunvirato integrado tanto por los generales Mariano Salas y Juan Nepomuceno Almonte como por el arzobispo de México, Pelagio Antonio de Labastida y Dávalos. Constituida la autoridad política, en octubre del mismo año dejó en su lugar al mariscal Bazaine y regresó con Napoleón III.
Bazaine velaba por los intereses franceses y por tanto era la máxima autoridad en el naciente imperio. Vivía en el Palacio del Conde de Buenavista. El 12 de junio de 1864 llegaron los emperadores a la Ciudad de México y en agosto siguiente, el mariscal ofreció un gran baile su honor en su residencia. Allí conoció a Josefa Peña.

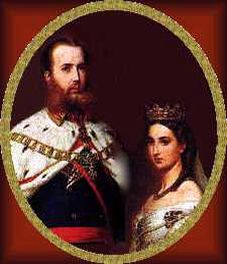
Los emperadores Maximiliano y Carlota fueron padrinos del matrimonio Bazaine y de bautizo de su primogénito

El 26 de julio de 1865, cuando se casó con Bazaine, Pepita tenía 17 años. Su marido, viudo de María Soledad Tormo, le llevaba 37 años, tenía ya 54. Su boda civil se llevó a cabo en un salón y la religiosa en la desaparecida capilla del Palacio Imperial, hoy  Palacio Nacional. Sus padrinos fueron Maximiliano y Carlota. La bendición nupcial la dio el arzobispo Pelagio Labastida y Dávalos. La prensa habló de la suntuosa ceremonia, del banquete, del vestir de damas y de los caballeros, muchos con uniformes deslumbrantes por las condecoraciones.
Con motivo de su casamiento, los emperadores les obsequiaron el Palacio donde habitaba Bazaine, que se convertiría en el hogar familiar. Fue diseñado a finales del siglo XVIII por el arquitecto valenciano Manuel Tolsá. Para dar el regalo, Maximiliano escribió un mensaje:
“Mi querido Mariscal Bazaine: 
“Queriendo darle a usted una prueba tanto de amistad personal como de mi reconocimiento por los servicios prestados a nuestra patria, y aprovechando la ocasión del matrimonio de usted, le damos a la Mariscala Bazaine el palacio de Buenavista, comprendiendo el jardín y los muebles, bajo la reserva de que el día que usted se vuelva a Europa, o si por cualquier motivo no quisiera usted conservar la posesión de dicho palacio para la Mariscala, la Nación volverá a hacerse de él, en cuyo caso se obliga el gobierno a dar a la Mariscala, como dote, cien mil pesos.”

## Retirada a Francia con Bazaine
El imperio de Maximiliano llegó a su fin en 1867. Las tropas francesas, formadas por 28 mil soldados, fueron llamadas en retirada, tanto por la amenaza de Prusia sobre Francia como porque el Tratado de Miramar estipulaba que la ayuda militar era temporal, si bien preveía una retirada paulatina y no abrupta, como se dio.
El 5 de febrero, al mando de Bazaine, la retaguardia del ejército francés salió de la Ciudad de México rumbo a Veracruz, para embarcarse al mes siguiente, el 27 de marzo de 1867, en el vapor Soberano. El mariscal invitó al emperador a irse con ellos, pero éste se negó. Pepita Peña, a punto de ser madre por segunda vez, partió a Europa con su marido y su primogénito, Maximiliano, quien había sido bautizado en mayo de 1866, apadrinado por los emperadores.

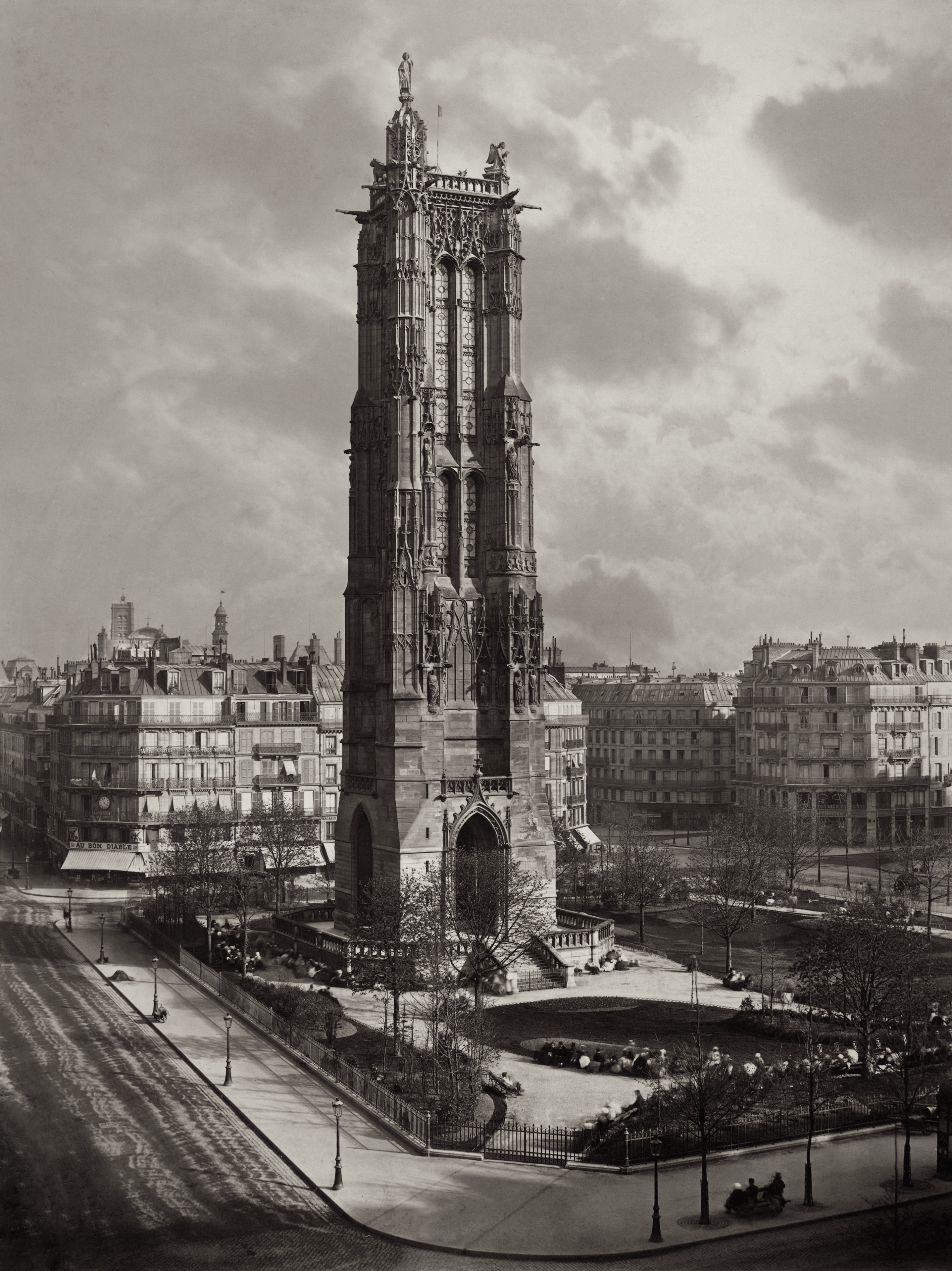
La torre de St. Jacques en París ca. 1867

Los Bazaine fueron bien recibidos por Napoleón III y su esposa, Eugenia de Montijo. La emperatriz tenía la deferencia de hablarle en español y cuando nació la hija del matrimonio Bazaine-Peña fue la madrina de bautizo de Eugénie, así llamada en su honor.

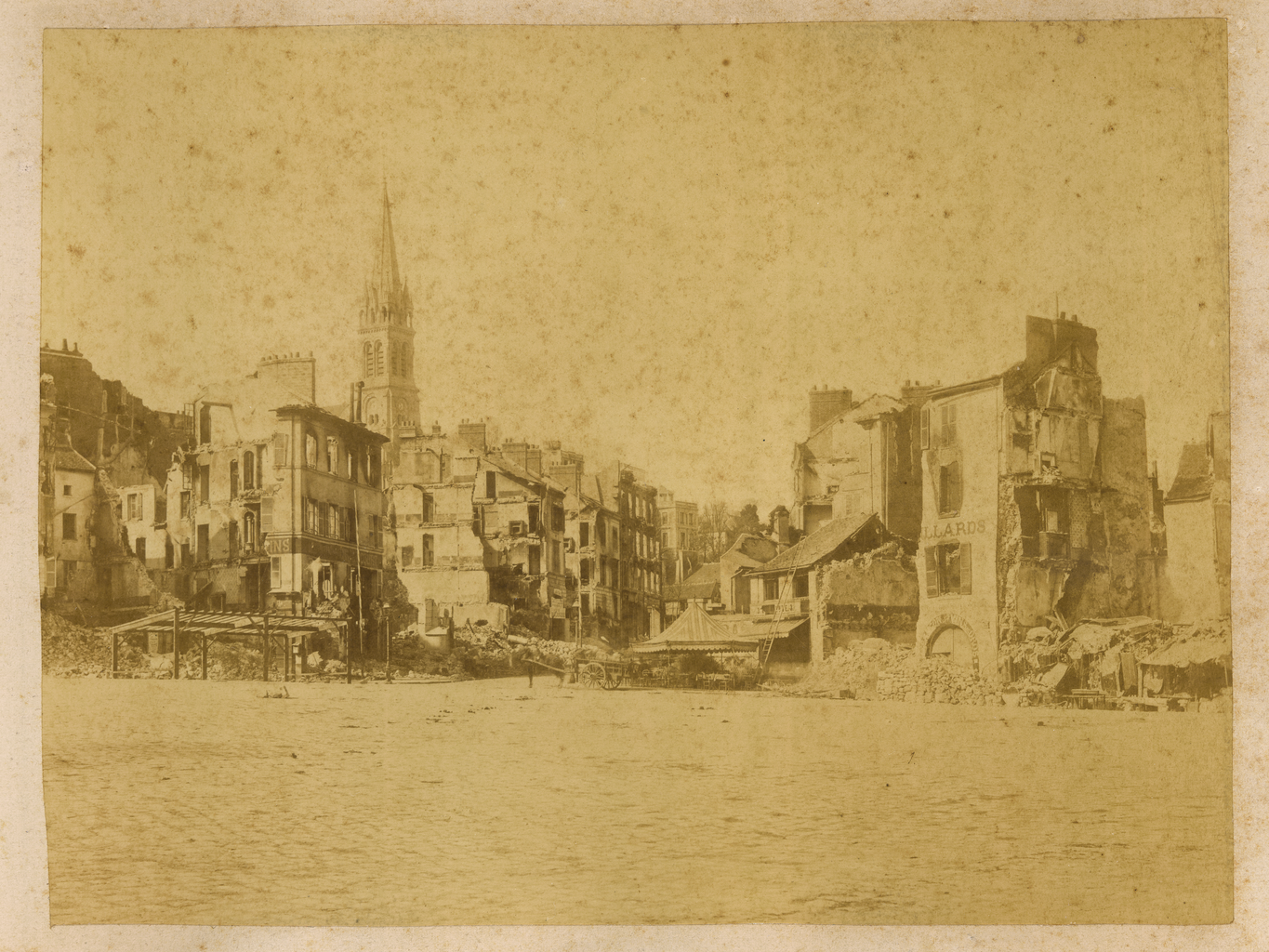
La guerra franco prusiana devastó a Francia

En 1870 se llevó a cabo la guerra franco-prusiana. La derrota de los franceses significó la caída de Napoleón III, el fin del imperio y la desgracia de Bazaine y su familia. Bazaine ya estaba prisionero en Cassel, al norte de Francia, cuando ella logró irse con él y ahí tener a su cuarto hijo, Alfonso, quien recibió ese nombre por ser apadrinado por la reina española en el exilio: Isabel II y su hijo, el futuro Alfonso XII.
Bazaine fue enjuiciado, acusado de traición y condenado a muerte por su consejo de guerra. Su esposa logró que el presidente francés Patrice de Mac Mahon conmutara la pena por veinte años de cárcel en la fortaleza de Santa Margarita, ubicada en una isla y famosa por albergar a El hombre de la máscara de hierro.

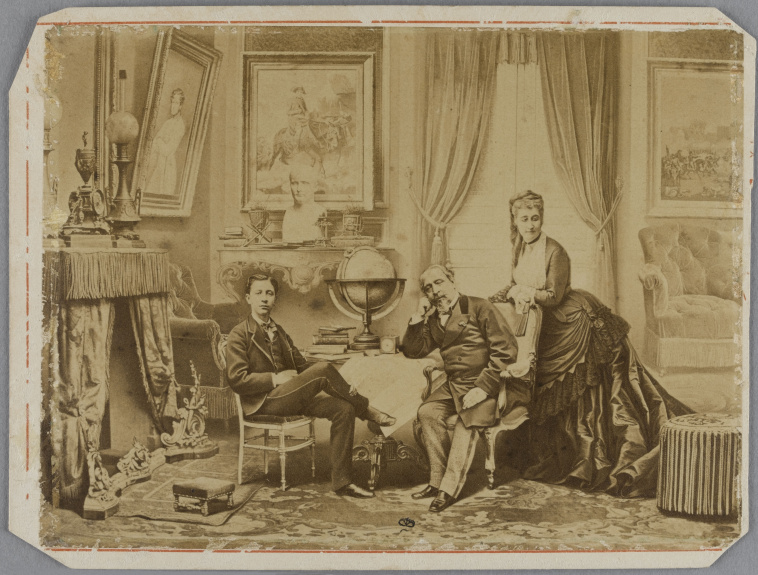
En 1872 Napoleón III su esposa Eugenia y su hijo estaban exiliados en Camden Place, Irlanda

Pepita urdió la fuga, realizada una noche de 1874. Según la versión más difundida, ella hizo que su marido se descolgara, con una cuerda, del muro de la fortaleza. Según otra versión, expuesta por el historiador catalán Miquel I. Verges, los vigilantes de la torre dejaron que el mariscal huyera, tras recibir un soborno. De cualquier manera, Pepita y un pariente suyo, probablemente su primo Antonio Álvarez Rul, aguardaban en la orilla, con un pequeño barco rentado en Génova. Tras la fuga, los Bazaine huyeron con su familia a Londres y después a Madrid, España. El mariscal estaba proscrito en México, así que no podían pensar en regresar. Ese mismo año murió la tía Juliana. Había nacido en 1800.

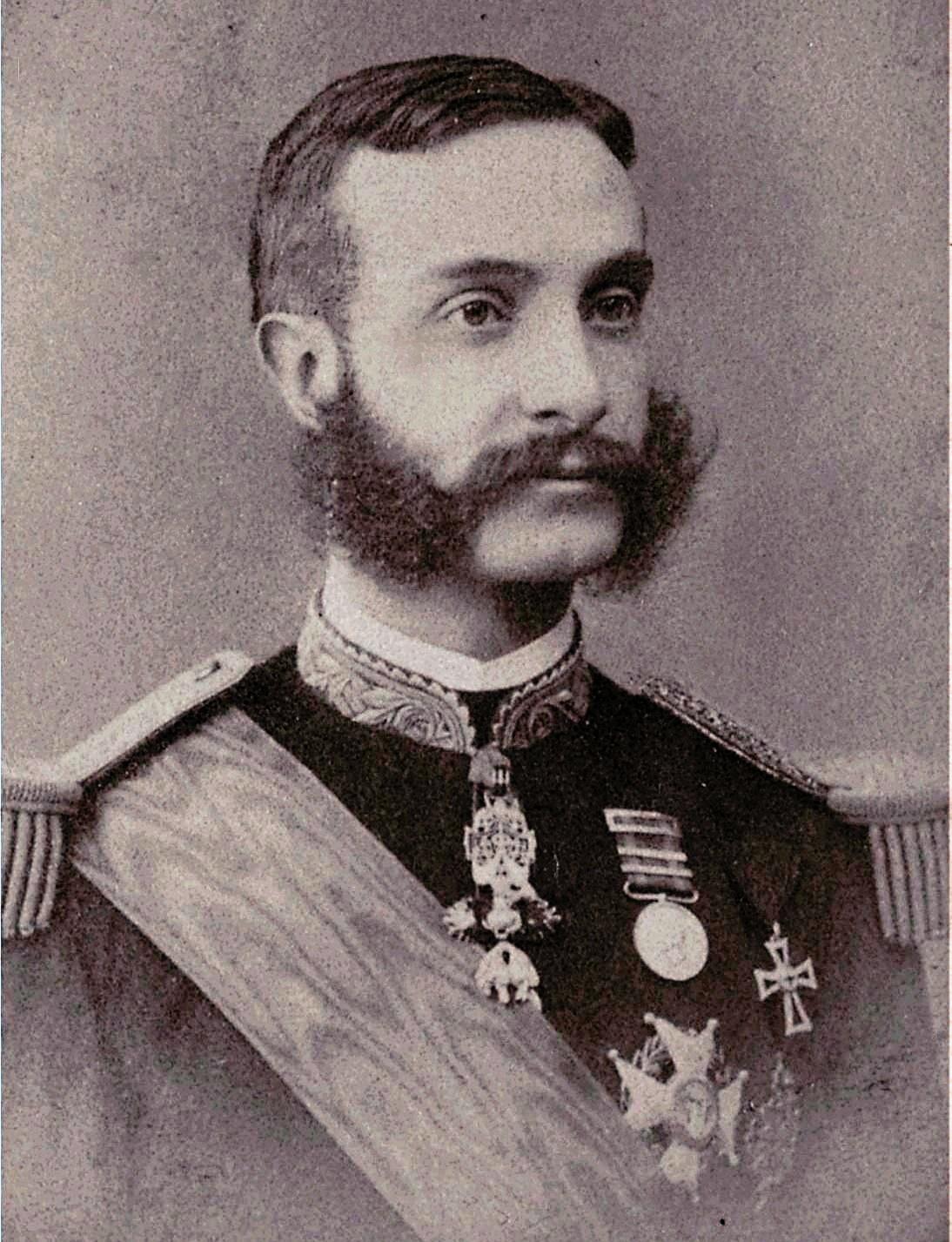
El rey Alfonso XII de España, padrino de Alphonse Bazaine Peña

La vida les resultó difícil en España. Más aún cuando falleció su protector, el rey Alfonso XII, en noviembre de 1885. Los Bazaine Peña pasaron de la relativa pobreza a una situación apremiante. “La vejez de Bazaine empeora todavía la situación de la familia. Alfonso estudia en Francia; el hijo mayor en el monasterio de El Escorial; Eugenia se educa en las Ursulinas de Madrid…”

## Regreso a México
En 1886 Pepita regresó a México. A pesar de una nutrida correspondencia entre los esposos, no se volvieron a ver. El 23 de septiembre de 1888, falleció Bazaine en Madrid a los 77 años. Al poco tiempo recibió la noticia de que su hijo Francisco había muerto en Cuba.
En México, la vida de Peña se hundió en el anonimato. Sólo se sabe que su hija Eugenia vivió con ella y que de vez en cuando iban a la ópera con la familia Escandón y otros amigos. José Luis Blasio y el historiador mexicano Alejandro Rosas piensa que trató de pelear la indemnización asignada por el Palacio de Buenavista, pero lo cierto es que los republicanos, incluido Porfirio Díaz ya entonces presidente, no reconocieron las deudas del imperio. Pepita reclamó con éxito la casa de su tía Juliana.
El 6 de enero de 1900 falleció la Sra. Peña de Bazaine de una enfermedad. Mena y Verges suponen que fue cáncer. Rosas anota que lo hizo en el hospital de enfermos mentales. Lo cierto es que en ese entonces tenía dos años de inaugurada en Tlalpan la Quinta de la Salud del Dr. Rafael Lavista.
Pepita Peña vivió 52 años. Sus restos descansan en el Panteón Francés de la Piedad, en la tumba de los Gómez Pedraza, es decir de su querida tía Juliana. Su madre, su esposo y su hija Eugenia están en el Cementerio de San Justo, en Madrid.